# Chlumany
Chlumany är en ort i Tjeckien.   Den ligger i regionen Södra Böhmen, i den sydvästra delen av landet, 120 km söder om huvudstaden Prag. Chlumany ligger 520 meter över havet och antalet invånare är 292.
Terrängen runt Chlumany är kuperad åt sydväst, men åt nordost är den platt. Runt Chlumany är det ganska glesbefolkat, med 42 invånare per kvadratkilometer. Närmaste större samhälle är Prachatice, 6,4 km söder om Chlumany. I omgivningarna runt Chlumany växer i huvudsak blandskog.